# 브리저 워커
브리저 워커(Bridger Walker)는 2020년 와이오밍주에서, 달려드는 맹견을 몸으로 막아내서 여동생을 지켜 유명해진 미국인이다.
당시 브리저는 6살, 여동생은 4살이었다. 이 사건은 인스타그램 인플루언서로 활동하던 브리저의 이모 니콜 워커(Nicole Walker)가 올린 글을 통해 유명해졌다. 브리저는 당시의 부상으로 인해 왼쪽 뺨을 90바늘을 꿰매야 했고, 부상을 완전히 회복하기 전에는 제대로 웃을 수 없을 정도였다. 브리저는 그 때의 심정에 대해 질문 받자, "누군가 죽어야 한다면 나여야만 한다고 생각했다.(If someone had to die, I thought it should be me.)"고 말했다. 브리저는 본인에게 상처를 입힌 1살짜리 저먼 셰퍼드 잡종을 도살하기를 원하지 않는다고 밝혔지만, 견주의 요청에 따라 안락사되었다. 브리저는 이 사건으로 인해 세계 복싱 평의회 명예 챔피언을 수상하였다.
브리저는 사건이 터지기 전에 주짓수 대회에서 4위의 성적을 거뒀다.

## 덕담
유명인들이 다음과 같은 덕담을 남겼다:
- 앤 해서웨이 : "나는 어벤저스의 일원은 아니지만, 누가 수퍼히어로인지는 보자마자 알았다.(I'm not an Avenger, but I know a superhero when I see one.)"
- 마크 러펄로 : 친애하는 브리저, 너한테 무슨 일이 일어났는지 방금 읽었고, 네게 해주고 싶은 말이 있어.. 스스로의 안위보다 다른 사람들의 행복을 우선시하는 사람들이야말로 제일 영웅적이고 사려깊은 사람들이야. 나는 네 용기와 마음을 정말 존경해. 진정한 용기는 사람들을 지배하거나, 다른 사람들에 맞서 싸우거나, 상남자처럼 걸어다니는 게 아니야. 진정한 용기는 무엇을 하는 게 옳은 지 알고, 설령 자신이 상처를 입더라도 그것을 실천하는 거야. 너는 내가 본 제일 멋진 남자 중 한 명이야. 존경과 함께.. 마크 러팔로"(Dear Bridger, I just read about what happened to you and I wanted to reach out to say this… People who put the well beings of others in front of themselves are the most heroic and thoughtful people I know. I truly respect and admire your courage and your heart. Real courage isn’t dominating people or fighting against people or walking around like a tough guy. Real courage is knowing what is right to do and doing it even when it might end up hurting you somehow. You are more of man than many, many I have seen or known. With Admiration… Mark Ruffalo)"
- 크리스 에반스 : “친구, 너야말로 영웅이야. 네가 해낸 일은 너무나 용감하고 이타적이었어 - 너 같은 오빠를 둔 여동생은 참 운이 좋은 사람이야. 부모님도 너를 자랑스러워하실 거야.. 딱 지금 같은 마음가짐을 가지고 살아. 사회는 너 같은 사람들을 필요로 해. 회복이 쉽지 않을지도 모르지만, 그 정도로는 너를 막을 수 없겠지.(Pal, you’re a hero, what you did was so brave, so selfless — your sister is so lucky to have you as a big brother. Your parents must be so proud of you… Keep being the man you are, we need people like you. Hang in there, I know recovery might be tough, but based on what I’ve seen, I don’t think there’s much that can slow you down.)”
- 크리스 헴스워스 : "안녕 친구들. 이번엔 브리저라는 친구를 소개하고 싶어. 얼마 전에 개가 브리저와 여동생을 공격했는데, 그는 정말 용감했어. 보통 사람들에게는 어려운 일을 해냈지. 그는 여동생 앞에 서서 모든 공격을 견뎌냈어. 머리와 얼굴에 꽤나 심한 부상을 입었지만, 결국 여동생을 안전하게 지켜냈어.(Hi there, guys, I just want to give a shout-out to a young kid named Bridger. He's six-years-old and recently a dog attacked him and his little sister, and he was incredibly brave. He did something that not a lot of people would do, he stood between the dog and his sister and took the full attack on himself. He received some pretty serious injuries to his head and his face, but afterwards, took his sister's hand and brought her to safety.)"